# Qëndrim Guri
Qëndrim Guri (ur. 27 listopada 1993 w Ferizaj) – kosowski kolarz szosowy. Olimpijczyk.
Guri zaczął uprawiać kolarstwo szosowe w 2008 roku. Czterokrotnie zdobywał mistrzostwo Kosowa juniorów, a trzykrotnie w rywalizacji seniorów, zajmował także niższe miejsca na podium tej imprezy. Trzykrotnie wybierany był sportowcem roku przez kosowską federację kolarską. Tyle samo razy zdobywał także tytuł sportowca roku miasta Ferizaj.
Uczestniczył w Igrzyskach Europejskich 2015 – wystartował w wyścigu ze startu wspólnego mężczyzn, jednak go nie ukończył. Rok później znalazł się w składzie reprezentacji Kosowa na Letnie Igrzyska Olimpijskie 2016, gdzie wystartował w wyścigu ze startu wspólnego mężczyzn – rywalizacji tej także nie ukończył.